# Bullet Boy
Bullet Boy (titlu original: în engleză Bullet Boy) este un film britanico-american dramatic de crimă din 2004 regizat de Saul Dibb. Rolurile principale au fost interpretate de actorii Ashley Walters și Luke Fraser. Muzica originală a filmului a fost compusă și interpretată de Robert Del Naja de la Massive Attack, care a lansat-o ca album. Filmul este despre o familie de infractori din Hackney din estul Londrei,  despre implicarea fiului cel mare în infracțiuni cu arme și despre efectele acestui lucru asupra fratelui său mai mic. 
Ashley Walters a primit premiul britanic pentru film independent (British Independent Film Award, BIFA) la categoria cel mai promițător nou-venit.

## Distribuție
- Ashley Walters – Ricky
- Luke Fraser – Curtis
- Leon Black – Wisdom
- Clare Perkins – Beverley
- Aaron Breakbeat Fagan – Drummer
- Curtis Walker – Leon